# Das Pensionat
Das Pensionat är en komisk operett i en akt (två bilder) med musik av Franz von Suppé och som librettist står endast initialerna "C.K.". Den hade premiär den 24 november 1860 på Theater an der Wien och räknas som Wieneroperettens födelse.

## Historia
1860 gjorde Jacques Offenbachs operetter stor succé i Wien. Den nya musikgenren sporrade de inhemska kompositörerna att själva försöka sig på att skriva operetter. En av dessa var Franz von Suppé, som i flera år hade dirigerat italienska och franska operor vid Theater an der Wien. Men framgången för hans egna verk uteblev. Kritikerna påpekade att han hade tagit alldeles för starka intryck av de utländska operor han satts att dirigera. Men med Das Pensionat bröt han ny mark och gav Wien en egen operettstil. Teaterdirektören vid Theater and der Wien, Alois Pokorny, hade inte den ekonomiska möjligheten att köpa rättigheterna till de första uppsättningarna av Offenbachs verk i Wien (det privilegiet innehades under många år av Carltheater), utan satsade i stället på det billigare alternativet: den nya Wieneroperetten.
Premiären ägde rum den 24 november 1860 och väckte visserligen inte någon större uppmärksamhet men fick ändå tillräckligt gott mottagande för att Suppé skulle känna sig uppmuntrad att fortsätta i samma stil.

## Personer
- Brigitte, föreståndarinna för ett flickpensionat
- Amalie, elev
- Helene, elev
- Ida, elev
- Melanie, elev
- Ottilie, elev
- Sophie, elev
- Karl, en ung jurist
- Florian, hans tjänare

## Handling

### Bild 1 - korridor med alkov i flickans internatskola
Föreståndarinnan Brigitte lägger stor vikt vid moral i sin undervisning men har inte mycket framgång med sina elever. Så snart flickorna är utan tillsyn blir det väldigt världsligt: bön och körsång blir till kärlekssånger och istället för att knäböja i körbåsen dansas det.
Ett undantag är Helene, som retas av sina vänner för att hon är kär. Hennes väninna Sophie vet vad hon ska göra och ordnar ett möte med Helenes älskade Karl. De två unga kvinnorna får veta att Karl har bett Helenes far om hennes hand. Men han kommer bara att accepteras som en brudgum om han kan uppvisa ett säkert jobb inom två dagar.
Karl kunde ansöka hos föreståndarinnan om att få bli administratör, men chansen att få henne är liten. Karl försöker lista sig in i skolan. När han och Helene överraskas av de andra flickorna i alkoven ber han i hemlighet var och en att träffa honom vid midnatt. Amalie, Ida, Melanie, Ottilie och Sophie är mycket glada och lovar att vara i klosterträdgården vid midnatt.

### Bild 2 - Internatets trädgård vid midnatt
Vid midnatt klättrar Karl och hans tjänare Florian över muren till klosterträdgården. Karl smyger sig upp till Helene, som är medveten om planen, och Florian ska nu låtsas vara Karl för flickorna. När Amalie, Ida, Melanie, Ottilie och Sophie i hemlighet en efter en kommer till klosterträdgården, märker de snabbt bedrägeriet och börjar skrika för att driva bort Florian.
Plötsligt dyker Brigitte upp. Hon skickar iväg flickorna till sina rum och vill få Florian arresterad. Då dyker Karl upp och påstår sig ha iscensatt allt detta bara för att träffa föreståndarinnan. Eftersom hon gillar den unge mannen och det inte finns fler vittnen närvarande, håller hon med Karl. På en hemlig signal från Karl dyker alla elever upp och hånar den pinsamma situationen.
Eftersom Brigitte vädjar att inte skada hennes ära förklarar Karl för de unga kvinnorna att han bara ville träffa rektorskan för att hos henne ansöka om en tjänst som administratör så snabbt som möjligt. Som bevis visar han alla ett anställningsavtal som Brigitte bara behöver underteckna. Orolig för sitt goda rykte undertecknar hon kontraktet och Karl kan nu presentera Helene för alla som sin brud.